# Переландра
«Переландра» (у виданні від Pan Books має назву «Подорож до Венери») (англ. Perelandra / Voyage to Venus) — науково-фантастичний роман Клайва Стейплза Льюїса, вперше опублікований у 1943 році. Події роману відбуваються на планеті Переландра, або на Венері.

## Сюжет
Роман розпочинається з філолога Елвіна Ренсома, через декілька років після повернення з Марса наприкінці роману «Втеча з планети Тиші», який отримує нову місію від Оярси (ангельського правителя) Марса. Оповідач роману Льюїса викликає Ренсома до свого заміського будинку. Ренсом пояснює Льюїсу, що він (Ренсом) змушений вирушити до Переландри (Венери), де повинен протидіяти нападу Чорного Архонта Землі (Сатани).
Ренсом вирушає у судинці, схожому на скриньку, здавалося б, зробленому з льоду, в якому міститься лише він. Елвін змушує Льюїса зав'язати йому очі, щоб сонячне світло не засліпило його, коли він вийде за межі земної атмосфери. Він не носить жодного одягу під час подорожі, оскільки Оярса запевнив його, що одяг на Венері непотрібний. Рік по тому Ренсом повертається на Землю, де його зустрічає Льюїс та інший друг. Інша частина роману викладається від особи Елвіна, Льюїс виступає в ролі співрозмовника та випадкового коментатора.
Ренсом прибуває на Венеру після подорожі, в якій він оточений яскравими фарбами; коробка розчиняється, залишаючи його на, здавалося б, океанічному раю. Один день на Венері складає близько 23 земних годин, на відміну від (приблизно) 24 і 25-годинних днів Землі та Марса. Небо золоте, але непрозоре. Отже, Сонця не видно, денне світло дещо тьмяніше, ніж на Землі, а ніч темно-чорна, без видимих зірок.
Планета вкрита, наскільки спочатку Ренсому вдалося розгледіти, солодководним океаном, усіяним плаваючими плотами рослинності. Ці плоти нагадують острови, настільки, що на них є рослинне й тваринне життя, включаючи якусь драконоподібну істоту, з якою Елвін стикався на початку своєї мандрівки. Однак, оскільки плоти не мають геологічних основ, вони перебувають у постійному русі. Єдиною видимою геологічною особливістю планети є гора під назвою Фіксована земля.
Невдовзі Ренсом зустрічає Королеву планети, яку згодом називають Тінідріл; вона — безтурботна істота, яка незабаром сприймає його за друга. На відміну від мешканців Марса, описаних у «Втечі з планети Тиші», вона зовні нагадує людину, за винятком кольору шкіри — зеленого; кажуть, що це найкраща форма, яку приймають живі істоти в результаті втілення Малелділа, другої особи Бога в людській формі. Вона та Король планети, якого переважно не бачили повністю, є єдиними людськими мешканцями, Євою та Адамом свого світу. Вони живуть на плавучих островах-плотах, також їм заборонено спати на «Фіксованій землі».
Плоти або плавучі острови — справжній рай, і не тільки в тому сенсі, що вони забезпечують приємне та безтурботне життя, але і в тому сенсі, що Ренсом тижнями й місяцями оголюється в присутності прекрасної оголеної жінки, не бажаючи вступити з нею у статеву близькість жодного разу або бути спокушений нею.
Рай починає видозмінюватися, коли на космічному кораблі прибуває професор Вестон і приземляється в частині океану, відносно близькій до «Фіксованої Землі». Спочатку він заявляє, що є реформованою людиною, але, схоже, все ще перебуває у пошуку влади. Замість суворо матеріалістичного сприйняття, яке він продемонстрував при першій зустрічі з Елвіном, професор стверджує, що йому стало відомо про існування духовних істот, та оголошує вірність тому, що сам же й називає «Силою Життя». Ренсом, однак, застерігає проти позиції Вестона, що не вся духовність за своєю суттю є доброю, а професор, після нападу гордині і, піддається повному демонічному оволодінню.
У цій державі одержимий Вестон знаходить королеву та намагається спокусити її, кинувши виклик закону Малелділа, провівши ніч на Фіксованій землі. Елвін намагається протидіяти цьому. Добре розбираючись у Біблії та християнському богослов’ї, Ренсом розуміє, що якщо первозданна Цариця, яка ніколи не чула про Зло, піддається аргументам спокусника, Падіння Людини в гріх буде відновлено на Переландрі. Він день за днем бореться із довгими суперечками, які спокушають королеву на духовну гордість, оскільки демонічний Вестон демонструє надлюдський блиск у дискусіях (хоча, коли він «не виконує службових обов'язків», то демонструє дебільну, безглузду поведінку та дрібну жорстокість), окрім цього, здається, йому ніколи потрібен сон.
Коли демонічний Вестон знаходиться на межі перемоги, зневірений Елвін вночі відчуває, що він поступово усвідомлює, що це Божественна команда, щоб фізично битися зі Спокусником, рука в руку. Начитаний Елвін боїться та годинами дискутує з божественним внутрішнім голосом. Тут з'являється цікавий поворот; хоча Ренсом знає, що його ім'я історично походить від «Син Ранольфа», Бог нагадує йому, що Страсті Ісуса були викупом за людство, а ім'я Елвіна насправді було влаштовано таким чином, щоб пророкувати його нинішню роль. Натхненний, Ренсом вирішує відверто протистояти спокуснику.
Не маючи зброї в руках, Елвін атакує свого суперника незграбними ударами руками та ногами. Тіло Вестона зазнає поразки, попри чудову хитрість Спокусника, й він тікає. Зрештою, Ренсом переслідує Вестона над океаном на спинах гігантських дружніх риб. Під час удаваного перемир'я тимчасово знову з'являється «справжній» Вестон, який розповідає про свій досвід у Пеклі, жах «перетравлення» в Диявола, втрачаючи все незалежне існування.
У ту мить, коли Ренсом відволікається жахом та жалем, демон захоплює Елвіна зненацька та ледь не топить його. Погоня триває до печери, де Ренсом, здавалося б, вбиває тіло Вестона і, повіривши своєму вчинку, шукає вихід на поверхню. Тіло Вестона, жахливо поранене, але все ще оживлене Спокусником, йде за ним. Коли вони востаннє зустрічаються в іншій печері, Ренсом перемагає психологічний напад жахливим явищем і, зрештою, кидає Вестона у вулканічне полум'я.
Повернувшись на поверхню, Ренсом відновлюється після отриманих травм, за винятком укусу в п’яту, який продовжує кровоточити до кінця життя. Елвін вирізав меморіальний напис Вестону на згадку про його наукові досягнення та новаторські космічні подорожі, хоча також записав і про його здачу Дияволу.
Елвін зустрічає Короля та Королеву разом з Оєресою Марса та Венери, останній з яких передає панування на планеті Королю та Королеві. Усі герої святкують разом запобігання другому біблійному «Падінню» та початок утопічного раю в цьому новому світі. Роман досягає кульмінації зі спостереженням Ренсомом «Великого танцю»: обмін вищими і нижчими, коли радник передає владу королівській дитині. Це алегорія життя, а можливо, й природи Бога, з натяком на подорож Данте у «Божественній комедії».
Його місія закінчена, Ренсом неохоче повертається на Землю; його нова місія — продовжувати боротьбу зі злом на своїй рідній планеті: Землі.

## Історія видань
- 1943, UK, The Bodley Head, ?, 20 квітня 1943, тверда обкладинка (перше видання)
- 1996, USA, Simon & Schuster, ISBN 0-684-83365-4, дата публікації ? жовтень 1996, тверда обкладинка
- 2003, USA, Simon & Schuster, ISBN 978-0-7432-3491-7, дата публікації 7 квітня 2003, м'яка обкладинка
- 2012, USA, HarperCollins, ISBN 9780062196934, дата публікації квітень 2012, електронна книга
- Нескорочене читання Алекса Дженнінгса в ефірі Radio 7 BBC Сьома Деменсія у 18 частинах, оригінал 2003 року, повторюється 2008 року[1].

## Детальний огляд
- Downing, David C., Planets in Peril: A Critical Study of C. S. Lewis's Ransom Trilogy. University of Massachusetts Press, 1992. ISBN 0-87023-997-X